# 破無孔網蝽
破無孔網蝽（学名：Dictyla sauteri）为網蝽科無孔網蝽屬下的一个种。